# Records du Maroc d'athlétisme

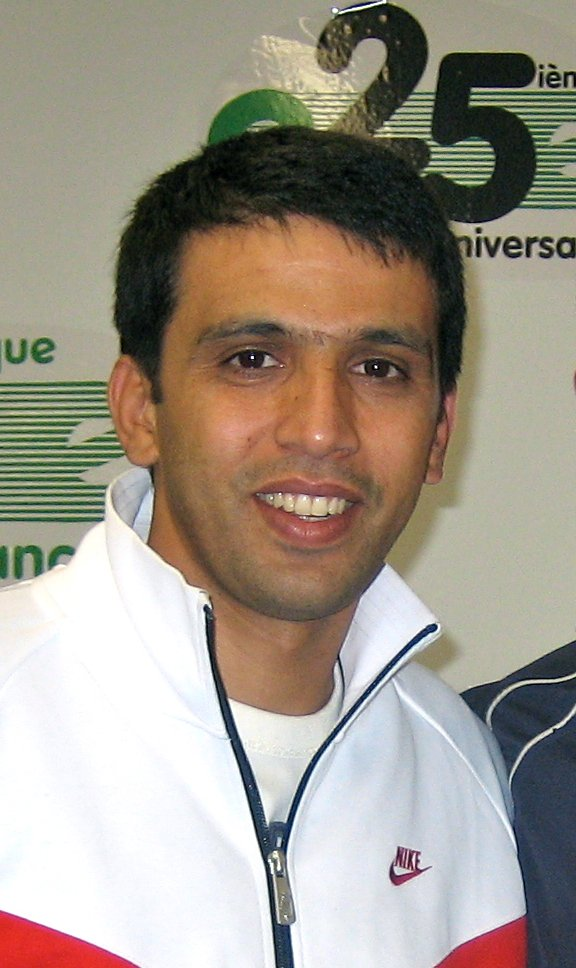
Hicham El Guerrouj détient plusieurs records du monde de demi-fond.

Un record du Maroc d'athlétisme est la meilleure performance réalisée par un Marocain ou une Marocaine et homologuée par la Fédération royale marocaine d'athlétisme. Actuellement, 5 records du Maroc, détenus par Hicham El Guerrouj sont également des records du monde (3 en extérieur et 2 en salle). Cet article donne la liste des records du Maroc actuels.  

## Extérieur

### Hommes
| Discipline        | Athlète | Performance                | Compétition                                       | Lieu               | Date                        | Réf.          |
| ----------------- | --- | -------------------------- | ------------------------------------------------- | ------------------ | --------------------------- | ------------- |
| 100 m             | Aziz Ouhadi | 10 s 09 (+0,8 m/s)         |                                                   | Dakar              | 28 mai 2011                 | [ 1 ]         |
| 200 m             | Aziz Ouhadi | 20 s 50 (+0,2 m/s)         |                                                   | Brazzaville        | 10 juin 2012                | [ 2 ]         |
| 400 m             | Benyounès Lahlou | 45 s 03                    | Jeux panarabes                                    | Lattaquié          | 9 septembre 1992            | [ 3 ]         |
| 800 m             | Amine Laalou | 1 min 43 s 25              | Golden Gala                                       | Rome               | 14 juillet 2006             | [ 4 ]         |
| 1 000 m           | Moad Zahafi | 2 min 14 s 49              | ifam Oordegen                                     | Oordegem           | 9 août 2025                 | [ 5 ]         |
| 1 500 m           | Hicham El Guerrouj | 3 min 26 s 00 (WR)         | Golden Gala                                       | Rome               | 14 juillet 1998             | [ 6 ]         |
| Mile              | Hicham El Guerrouj | 3 min 43 s 13 (ancien WR)  | Golden Gala                                       | Rome               | 7 juillet 1999              | [ 7 ]         |
| 3 000 m           | Hicham El Guerrouj | 7 min 23 s 09 (ancien WR)  | Mémorial Van Damme                                | Bruxelles          | 3 septembre 1999            |               |
| 5 000 m           | Brahim Lahlafi | 12 min 49 s 28             | Mémorial Van Damme                                | Bruxelles          | 25 août 2000                |               |
| 10 000 m          | Salah Hissou | 26 min 38 s 08 (ancien WR) | Mémorial Van Damme                                | Bruxelles          | 23 août 1996                |               |
| 5 km (route)      | Hicham Amghar | 13 min 16 s                | Annual Charity Run                                | Al Khobar          | 9 décembre 2023             | [ 8 ]         |
| 10 km (route)     | Hicham Amghar | 27 min 24 s                | Prague Grand Prix                                 | Prague             | 3 septembre 2022            | [ 9 ]         |
| Semi-marathon     | Mustapha El Aziz Aziz Lahbabi | 59 min 29 s 59 min 25 s    | Semi-marathon de Valence Semi-marathon Rome-Ostie | Valence Rome-Ostie | 22 octobre 2016 2 mars 2014 | [ 11 ] [ 12 ] |
| Marathon          | Othmane El Goumri | 2 h 05 min 12 s            | Marathon de Barcelone                             | Barcelone          | 19 mars 2023                | [ 13 ]        |
| 110 m haies       | Mohamed Koussi | 13 s 57 (+1,5 m/s)         | Meeting fédéral                                   | Rabat              | 11 avril 2021               | [ 14 ]        |
| 400 m haies       | Saad Hinti | 48 s 82                    | Jeux africains                                    | Accra              | 21 mars 2024                | [ 15 ]        |
| 3 000 m steeple   | Brahim Boulami | 7 min 55 s 28              | Mémorial Van Damme                                | Bruxelles          | 24 août 2001                | [ 16 ]        |
| Saut en hauteur   | Marouane Kacimi | 2,19 m                     | Championnats du Maroc                             | Salé               | 28 juillet 2019             |               |
| Saut à la perche  | Mohamed Karbib | 5,45 m                     |                                                   | Rabat              | 12 juin 2005                |               |
| Saut en longueur  | Yahya Berrabah | 8,40 m (+1,0 m/s)          | Jeux de la Francophonie                           | Beyrouth           | 2 octobre 2009              | [ 17 ]        |
| Triple saut       | Tarik Bouguetaïb | 17,37 m (+2,0 m/s) (AR)    |                                                   | Khémisset          | 14 juillet 2007             |               |
| Lancer du poids   | Lahcen Akka Samsam | 20,45 m                    |                                                   | San José           | 6 mai 1972                  |               |
| Lancer du disque  | Nabil Kirame | 59,37 m                    |                                                   | Oujda              | 24 juin 2007                |               |
| Lancer du marteau | Driss Barid | 70,73 m                    |                                                   | Rabat              | 1er juin 2013               |               |
| Lancer du javelot | Bilal Nouali | 76,45 m                    | Championnats d'Espagne interclubs                 | Saragosse          | 20 mai 2017                 | [ 18 ]        |
| Décathlon         | Abdennaceur Moumene | 7 345 points (électrique)  |                                                   | Casablanca         | 11-12 juillet 1989          |               |
| Décathlon         | 11 s 28 (100 m), 6,76 m (longueur), 13,47 m (poids), 2,10 m (hauteur), 50 s 21 (400 m) / 15 s 42 (110 m haies), 37,02 m (disque), 3,80 m (perche), 52,04 m (javelot), 4 min 20 s 53 (1 500 m)                              |                            |                                                   |                    |                             |               |
| Décathlon         | Hakim Alaoui | 7 359 points (manuel)      | Championnats du Maroc                             | Meknès             | 7-8 juillet 2004            | [ 19 ]        |
| Décathlon         | 10 s 9 (+1,5 m/s) (100 m), 7,34 m (+0,4 m/s) (longueur), 10,92 m (poids), 2,03 m (hauteur), 51 s 2 (400 m) / 14 s 6 (+0,8 m/s) (110 m haies), 39,45 m (disque), 4,10 m (perche), 53,80 m (javelot), 4 min 37 s 6 (1 500 m) |                            |                                                   |                    |                             |               |
| 20 km marche      | Ali Daghiri | 1 h 28 min 24 s            |                                                   | Casablanca         | 31 mai 2014                 |               |
| 50 km marche      | Hassan Kouchaoui | 4 h 57 min 29 s            |                                                   | Albi               | 21 avril 1984               |               |
| 4 × 100 m         | Équipe nationale Mohamed El Kandoussi Mohamed Moudamane Driss Bensaddou Abdelkader El Boukhari | 39 s 61                    | Jeux panarabes                                    | Lattaquié          | 7 septembre 1992            | [ 20 ]        |
| 4 × 400 m         | Équipe nationale Abdelali Kasbane Ali Dahane Bouchaib Belkaid Benyounès Lahlou | 3 min 2 s 11               | Championnats du monde                             | Tokyo              | 31 août 1991                |               |

### Femmes
| Discipline                        | Athlète | Performance                   | Compétition                       | Lieu             | Date                            | Réf.   |
| --------------------------------- | --- | ----------------------------- | --------------------------------- | ---------------- | ------------------------------- | ------ |
| 100 m                             | Assia Raziki | 11 s 45 (+0,1 m/s)            | Championnats d'Afrique            | Durban           | 22 Juin 2016                    |        |
| 200 m                             | Sara El Hachimi | 23 s 22 (-0,7 m/s)            | Jeux de la Francophonie de 2023   | Kinshasa         | août 2023                       |        |
| 400 m                             | Nezha Bidouane | 51 s 67                       | ISTAF                             | Berlin           | 1er septembre 1998              | [ 21 ] |
| 800 m                             | Hasna Benhassi | 1 min 56 s 43                 | Jeux olympiques                   | Athènes          | 23 août 2004                    | [ 22 ] |
| 1 000 m                           | Hasna Benhassi | 2 min 33 s 15                 | Meeting Nikaïa                    | Nice             | 17 juillet 1999                 | [ 23 ] |
| 1 500 m                           | Rababe Arafi | 3 min 58 s 84                 | Meeting international Mohammed-VI | Rabat            | 16 juin 2019                    | [ 24 ] |
| Mile                              | Rababe Arafi | 4 min 18 s 42                 | Meeting Herculis                  | Monaco           | 12 juillet 2019                 |        |
| 3 000 m                           | Zahra Ouaziz | 8 min 26 s 48                 | Weltklasse                        | Zurich           | 11 août 1999                    | [ 25 ] |
| 5 000 m                           | Zahra Ouaziz | 14 min 32 s 08                | ISTAF                             | Berlin           | 1er septembre 1998              | [ 26 ] |
| 10 000 m                          | Asmae Leghzaoui | 31 min 16 s 94                | Jeux méditerranéens               | Radès            | 12 septembre 2001               | [ 27 ] |
| Semi-marathon                     | Asmae Leghzaoui | 1 h 8 min 34 s 1 h 8 min 59 s | Goyang International              | Marrakech Goyang | 31 janvier 1999 28 février 2010 | [ 11 ] |
| Marathon                          | Kaoutar Boulaïd | 2 h 25 min 35 s               | Marathon de Séville               | Séville          | 25 février 2018                 | [ 29 ] |
| 100 m haies                       | Yamina Hajjaji | 13 s 44 (+1,6 m/s)            | Championnats du Maroc             | Fès              | 16 juin 2012                    | [ 30 ] |
| 400 m haies                       | Nezha Bidouane | 52 s 90 (AR)                  | Championnats du monde             | Séville          | 25 août 1999                    | [ 31 ] |
| 3 000 m steeple                   | Salima El Ouali Alami | 9 min 20 s 64                 | Herculis                          | Monaco           | 17 juillet 2015                 | [ 32 ] |
| Saut en hauteur                   | Rhizlane Siba | 1,86 m                        | 7e meeting Elite                  | Rabat            | 2 juin 2021                     | [ 33 ] |
| Saut à la perche                  | Nisrine Dinar | 4,05 m                        |                                   | Rabat            | 16 juillet 2006                 |        |
| Saut en longueur                  | Yousra Lajdoud | 6,55 m                        | Jeux de la Francophonie de 2023   | Kinshasa         | août 2023                       |        |
| Triple saut                       | Jamaa Chnaik | 13,76 m                       |                                   | Casablanca       | 12 juin 2010                    |        |
| Lancer du poids                   | Souad Maloussi | 16,60 m                       |                                   | Canberra         | 28 septembre 1985               |        |
| Lancer du disque                  | Zoubida Laayouni | 56,94 m                       |                                   | Meknès           | 20 mars 1994                    |        |
| Lancer du marteau                 | Soukaïna Zakkour | 68,28 m                       | Championnats d'Afrique            | Asaba            | 2 août 2018                     | [ 34 ] |
| Lancer du javelot (ancien modèle) | Rkia Ramoudi | 49,46 m                       |                                   | Bondoufle        | 11 juillet 1994                 |        |
| Lancer du javelot (modèle actuel) | Rizlaine Amdaa | 46,06 m                       |                                   | Maisons-Laffitte | 16 février 2013                 |        |
| Heptathlon                        | Cherifa Meskaoui | 5 305 points                  |                                   | Casablanca       | 7-8 août 1985                   |        |
| Heptathlon                        | 14 s 28 (100 m haies), 1,55 m (hauteur), 13,71 m (poids), 25 s 58 (200 m) / 5,42 m (longueur), 39,66 m (javelot), 2 min 26 s 25 (800 m) |                               |                                   |                  |                                 |        |
| 10 km marche                      | Nazha Ezzhani | 50 min 32 s 8                 |                                   | Casablanca       | 14 juillet 2009                 |        |
| 20 km marche                      | Nazha Ezzhani | 1 h 52 min 50 s               |                                   |                  | 2 avril 2011                    |        |
| 4 × 100 m                         | Équipe nationale Nezha Bidouane Hasna Ati Allah Latifa Lahcen Nadia Zetouani                                                            | 46 s 05                       | Jeux méditerranéens               | Athènes          | 11 juillet 1991                 | [ 35 ] |
| 4 × 400 m                         | Équipe nationale Selma Lehlali Assia Raziki Sara El Hachimi Noura Ennadi                                                                | 3 min 33 s 89                 | Jeux de la Francophonie de 2023   | Kinshasa         | août 2023                       |        |

## En salle

### Hommes
| Discipline       | Athlète | Performance    | Compétition                                                  | Lieu            | Date             | Réf.   |
| ---------------- | --- | -------------- | ------------------------------------------------------------ | --------------- | ---------------- | ------ |
| 60 m             | Aziz Ouhadi | 6 s 68         | Championnats du monde en salle                               | Istanbul        | 10 mars 2012     | [ 36 ] |
| 200 m            | Aziz Ouhadi | 21 s 19        | Meeting du Pas-de-Calais                                     | Liévin          | 8 février 2011   | [ 37 ] |
| 400 m            | Benyounès Lahlou | 46 s 81        | Championnats du monde en salle                               | Toronto         | 12 mars 1993     | [ 38 ] |
| 800 m            | Abdelaati El Guesse | 1 min 45 s 21  | Championnats du monde en salle                               | Paris           | 9 mars 1997      | [ 39 ] |
| 1 000 m          | Mahjoub Haïda | 2 min 17 s 17  | XL Galan                                                     | Stockholm       | 25 février 1996  |        |
| 1 500 m          | Hicham El Guerrouj (WR) | 3 min 31 s 18  | Sparkassen-Cup                                               | Stuttgart       | 2 février 1997   |        |
| Mile             | Hicham El Guerrouj (WR) | 3 min 48 s 45  | Flanders Indoor                                              | Gand            | 12 février 1997  |        |
| 2 000 m          | Adil Kaouch | 4 min 58 s 56  |                                                              | Budapest        | 5 février 1997   |        |
| 3 000 m          | Hicham El Guerrouj | 7 min 33 s 73  | Meeting du Pas-de-Calais                                     | Liévin          | 23 février 2003  |        |
| 5 000 m          | Soufiane el-Bakkali | 13 min 10 s    |                                                              | Birmingham      | février 2017     |        |
| 10 000 m         | Abderrahim Goumri | 27 min 52 s 62 | Flanders Indoor                                              | Gand            | 10 février 2002  |        |
| 60 m haies       | Mohamed Koussi | 7 s 82         | Meeting National de Reims                                    | Reims           | 17 février 2016  |        |
| Saut en hauteur  | Mohamed Aghlal | 2 m            | Jeux mondiaux en salle                                       | Paris           | 18 janvier 1985  |        |
| Saut à la perche | Taoufik Lachheb | 5,20 m         | Championnats de France UNSS                                  | Paris           | 8 février 1992   | [ 41 ] |
| Saut en longueur | Younès Moudrik | 8,02 m         | TEAG-Indoor                                                  | Erfurt          | 2 février 2001   |        |
| Saut en longueur | Younès Moudrik | 8,02 m         | Mémorial Cagigal                                             | Madrid          | 14 mars 2001     | [ 42 ] |
| Saut en longueur | Younès Moudrik | 8,02 m         | TEAG-Indoor                                                  | Erfurt          | 1er février 2002 | [ 43 ] |
| Saut en longueur | Yahya Berrabah | 8,02 m         |                                                              | Valence         | 13 février 2010  |        |
| Triple saut      | Tarik Bouguetaïb | 16,82 m        | Flanders Indoor                                              | Gand            | 24 février 2008  |        |
| Lancer du poids  | Lahcen Akka Samsam | 18,14 m        |                                                              | Oakland         | 13 février 1971  |        |
| 5 000 m marche   | Oussama Farah | 26 min 52 s 18 |                                                              | Bordeaux        | 25 janvier 2014  |        |
| Heptathlon       | Tarik Chakri | 5 044 points   | Championnats de France juniors d'épreuves combinées en salle | Nogent-sur-Oise | 5 février 1995   | [ 44 ] |
| Heptathlon       | 7 s 44 (60 m), 6,19 m (longueur), 11,59 m (poids), 1,92 m (hauteur), 8 s 90 (60 m haies), 4,50 m (perche), 2 min 42 s 80 (1 000 m) |                |                                                              |                 |                  |        |

### Femmes
| Discipline       | Athlète                                                                                         | Performance     | Compétition                             | Lieu          | Date             | Réf.   |
| ---------------- | ----------------------------------------------------------------------------------------------- | --------------- | --------------------------------------- | ------------- | ---------------- | ------ |
| 60 m             | Salima Jamali                                                                                   | 7 s 50          | Championnats de France FFSU en salle    | Eaubonne      | 12 février 2011  | ,      |
| 200 m            | Lamiae Lhabze                                                                                   | 25 s 12         | Stade Couvert Stephane Diagana,         | Eaubonne      | 13 Février 2021  | ,      |
| 400 m            | Nezha Bidouane                                                                                  | 53 s 54         | Championnats du monde en salle          | Paris         | 7 mars 1997      | [ 49 ] |
| 800 m            | Malika Akkaoui                                                                                  | 1 min 59 s 01   | Meeting du Pas-de-Calais                | Liévin        | 14 février 2012  | [ 50 ] |
| 1 000 m          | Sultana Ait Hamou                                                                               | 2 min 36 min 01 |                                         | Birmingham    | 20 février 2004  |        |
| 1 500 m          | Rababe Arafi                                                                                    | 4 min 02 s 46   | Copernicus Cup                          | Toruń         | 8 février 2020   |        |
| 2 000 m          | Mariem Alaoui Selsouli                                                                          | 5 min 40 s 0+   |                                         | Valence       | 9 février 2008   | [ 52 ] |
| 3 000 m          | Mariem Alaoui Selsouli                                                                          | 8 min 35 s 86   |                                         | Valence       | 9 février 2008   | [ 53 ] |
| 60 m haies       | Sanae Zouine                                                                                    | 8 s 72          |                                         | Valence       | 28 décembre 2013 | [ 55 ] |
| Saut en hauteur  | Hind Bounouail                                                                                  | 1,75 m          |                                         | Paris         | 3 février 2001   |        |
| Saut à la perche | Zakia El Hassouni                                                                               | 3,17 m          |                                         | Cercy-la-Tour | 13 janvier 1996  |        |
| Saut en longueur | Fatima Zahra Dkouk                                                                              | 5,97 m          |                                         | Valladolid    | 28 février 2004  | [ 56 ] |
| Triple saut      | Aziza Amari                                                                                     | 12,08 m         |                                         |               | 1992             |        |
| Lancer du poids  | Salima Ben Hamou                                                                                | 13,03 m         |                                         | Grenoble      | 5 février 1989   |        |
| 3 000 m marche   | Rkia Chaachoui                                                                                  | 17 min 32 s 90  | Championnats du monde en salle vétérans | Aubière       | 18 mars 2008     | ,      |
| Pentathlon       | Sanae Zouine                                                                                    | 3 547 points    |                                         | Valence       | 28 décembre 2013 | [ 59 ] |
| Pentathlon       | 8 s 72 (60 m haies), 1,52 m (hauteur), 9,29 m (poids), 5,59 m (longueur), 2 min 27 s 47 (800 m) |                 |                                         |               |                  |        |